# NGC 425
NGC 425 is een spiraalvormig sterrenstelsel in het sterrenbeeld Andromeda. Het hemelobject ligt 269 miljoen lichtjaar van de Aarde verwijderd en werd op 11 oktober 1879 ontdekt door de Franse astronoom Édouard Jean-Marie Stephan.

## Synoniemen
- PGC 4379
- UGC 758
- MCG 6-3-23
- ZWG 520.26
- IRAS01102+3830